# Lambert Herman
Lambert Herman, né à Liège le 9 février 1802 et mort dans sa ville natale le 5 février 1870 est un sculpteur et dessinateur belge. Il est aussi professeur dès 1834 à l'école de dessin de la ville de Liège, qui devient Académie royale des beaux-arts de Liège à partir de 1835 et où il poursuit son enseignement jusqu'en 1868.

## Biographie
Né le 9 février 1802,, Lambert Herman est le fils du sculpteur Michel Joseph Herman (d), et de Marie Lejeune. Il a deux frères, Arnold (né en 1804) et Nicolas (né en 1811), mais aussi une sœur, Catherine (née en 1809).
« Orphelin à 17 ans, il dut prendre la direction de l'atelier de son père, sculpteur renommé : mais avec le concours de ses deux jeunes frères, il parvint, à force de courage, à le maintenir à la hauteur de sa réputation ». Il a donc un important atelier particulier, travaillant entre autres pour John Cockerill,. Il dispose, « chance rare chez un sculpteur provincial, d'une riche clientèle ce qui explique qu'il ait laissé des œuvres assez nombreuses ». Malheureusement, ses deux frères, « à qui une belle carrière semble promise, [...] meurent avant d'avoir atteint l'âge d'homme ».
Il est professeur, de 1834 à 1837 à l'école de dessin de la ville de Liège,,, qui devient, à partir de 1835, l'Académie royale des beaux-arts de Liège. Il y nommé officiellement professeur en 1837,, et il y enseigne jusqu'en 1868 les « principes du dessin » et les « proportions du corps humain » (enseignement moyen),,,. Lorsqu'il se pensionne fin 1868, il est remplacé par Jean-Mathieu Nisen,,. Selon Jules Bosmant, « sa modestie seule l'empêche de jouer le rôle auquel il aurait pu prétendre » et « sa franche simplicité, sa rondeur d'allures qui ne craint pas, même à l'Académie, de recourir au wallon savoureusement nécessaire, lui ont gagné une popularité de bon aloi ».
Le 17 octobre 1833, Lambert Herman se marie avec Marie Françoise Umé avec qui il a trois fils, sculpteurs comme lui, Jean Herman en 1835 , Lambert Herman en 1837 (d) et Alfred Herman en 1842 qui se consacra essentiellement à la poésie et au journalisme ainsi qu'à l'action politique au sein de l'Association internationale des travailleurs puis du Parti ouvrier belge. Les Herman forment donc « une véritable dynastie d'artistes, qui, durant tout un siècle, tient fidèlement le flambeau allumé ». Le couple a également quatre filles : Marie Jeannette Sophie Herman (1838-1890), Augustine Marie Josephine Herman (1844-1864), Lambertine Herman (1849-1874) et Marie Louise Charlotte Herman (1851-1873).
Il décède le 5 février 1870,,. Ses obsèques ont lieu à l'église Saint-Martin de Liège où, « à côté de notabilités artistiques et industrielles, on remarquait tout le corps professoral de l'Académie, quantité d'élèves et une députation nombreuse de l'Union des artistes ». Durant les funérailles, M. Pecqueur, industriel et ancien élève de Lambert Herman, rappelle que, « sous les dehors d'une grande modestie, il cachait un talent unanimement apprécié ».

## Œuvre
Il s'adonne plus spécialement à la sculpture décorative,, et sa carrière « a heureusement rejailli sur l'art appliqué à l'industrie liégeoise, qui lui est grandement redevable des progrès qu'elle a faits ». 
En 1930, Bosmant commente les deux œuvres importantes de l'artiste qui sont conservées à Liège : 

« L'une, la statue de St-Martin, placée au sommet du gâble du transept de la vénérable basilique, découpe sur le ciel changeant la silhouette massive du vieux saint gaulois qui, tout au haut de la colline historique où fuma jadis la colère populaire, domine la ville aujourd'hui apaisée. L'autre occupe une situation analogue au faîte de l'église cathédrale, vers Vinâve d'Île ; elle représente St-Paul. »

Il poursuit, remarquant à leur sujet qu'elles « prouvent une connaissance approfondie du métier et des lois de la perspective, car malgré la distance et l'élévation elles gardent d'heureuses proportions ».
Herman est également l'auteur de portraits de John Cockerill, du botaniste Courtois et du bourgmestre de Liège Louis Jamme,,, ainsi que des fonts baptismaux de St-Remacle à Verviers qui sont « l'ouvrage heureux d'un excellent ornemaniste ».